# Курфюрст Иоганн Фридрих Великодушный играет в шахматы с испанским дворянином
«Курфюрст Иоганн Фридрих Великодушный играет в шахматы с испанским дворянином» (нем. Johann Friedrich der Großmütige in der Gefangenschaft beim Schachspiel mit einem spanischen Hauptmann) — картина, созданная в 1548 году, атрибутируется в настоящее время Антонису Мору (нидерл. Mor van Dashorst, Anthonie; ок. 1519, Утрехт, Нидерланды — между 1576 и 1578, Антверпен) или Яну Корнелизону Вермеену (нидерл. Jan Corneliszoon Vermeyen или Jan Cornelisz. Vermeyen, около 1500, Харлем — 1559, Брюссель), хранится в замке Фриденштайн в Готе.

## История картины
Сохранились два варианта картины. Один, наиболее известный, — размером 65 на 92 сантиметра, выполненный маслом по дереву, хранится в Готе, Тюрингия, Германия (с 1656 года картина находится в замке Фриденштайн, нем. Friedenstein Castle in Gotha, в 1946 году она оказалась в Советском Союзе и вернулась в ГДР в 1958 году), другой вариант, размером 91 на 113 сантиметров, — в Лейпциге (нем. Stadtgeschichtliches Museum Leipzig). Картина из Готы была тщательно изучена, в частности была сделана рентгенограмма в Гамбурге.
Есть существенные отличия между вариантами в Готе и Лейпциге: 1) на картине в Лейпциге более привычно изображены шахматные фигуры, что делает возможной реконструкцию позиции на доске; 2) лица на ней изображены несколько условно, но понятно, что изображены те же персонажи; 3) в верхнем левом углу изображена зелёная шторка.

## Историческая канва события, изображённого на картине
В битве при Мюльберге католическая армия императора Карла V разбила 24 апреля 1547 года войска протестантов Шмалькальденского союза, которыми командовал саксонский курфюрст Иоганн Фридрих (курфюрст Саксонии с 16 августа 1532 по 24 апреля 1547 года, представитель эрнестинской линии династии Веттинов) в немалой степени из-за его беспечности.
Молодой крестьянин из мести к курфюрсту Иоганну Фридриху, отобравшему у него двух лошадей, указал испанской армии брод через реку. Дождавшись рассвета, под прикрытием тумана, испанцы переправились на противоположный берег. Было воскресное утро и курфюрст с большинством офицеров принимал участие в евангелистическом богослужении. Лишь после окончания богослужения он двинулся навстречу испанским войскам. Курфюрст, армия которого уступала в численности противнику, рассчитывал дождаться вечера и под покровом темноты отступить. Но протестантские войска были разгромлены армией Карла V до наступления сумерек. В лесу отряды Карла V окружили Иоганна Фридриха. Он был ранен ударом сабли в лицо и пленён.
Приговорённый Карлом V к смерти, но помилованный, Иоганн Фридрих подписал Виттенбергскую капитуляцию, давшую его двоюродному брату герцогу Морицу Саксонское курфюршество (1548), последний ещё 4 июня 1547 года был торжественно возведён императором Карлом V в курфюрсты.
Иоганн Фридрих оставался в плену, пока Мориц своим нападением на императора близ Инсбрука в 1552 году не изменил последнему и тот по Пассаускому договору освободил Иоганна Фридриха. По Наумбургскому договору 1554 года за ним были оставлены земли, составившие владение Эрнестинской линии. Иоганн Фридрих стал последним из эрнестинских курфюрстов.

## Композиция картины
Сюжет картины — Иоганн Фридрих во время своего заключения в Брюсселе играет в шахматы с испанским капитаном своей охраны. На самом деле после поражения в битве при Мюльберге в апреле 1547 года Иоганн Фридрих играл в шахматы со своим единомышленником — герцогом Эрнстом III Брауншвейг-Грубенгагенским, находившемся в это же время в плену у императора, как и курфюрст. Иоганн Фридрих получил письмо, в котором сообщалось, что он приговорён к смерти (приговор был вынесен 10 мая 1547 года). Курфюрст продолжил игру, не обращая внимания на известие. На картине письма нет, а друг заменён на дворянина из свиты императора, что усиливает драматизм. Оба персонажа стоят по сторонам от столика с шахматной доской. Дворянин одновременно судорожно сжимает шпагу и делает ход.
Существует предположение, что противником саксонского курфюрста выступает на картине Фердинанд II, эрцгерцог Австрийский (нем. Erzherzog Ferdinand II von Tirol), с 1547 года наместник Чехии, опирающееся на несомненное портретное сходство Фердинанда с персонажем, изображённым на картине.

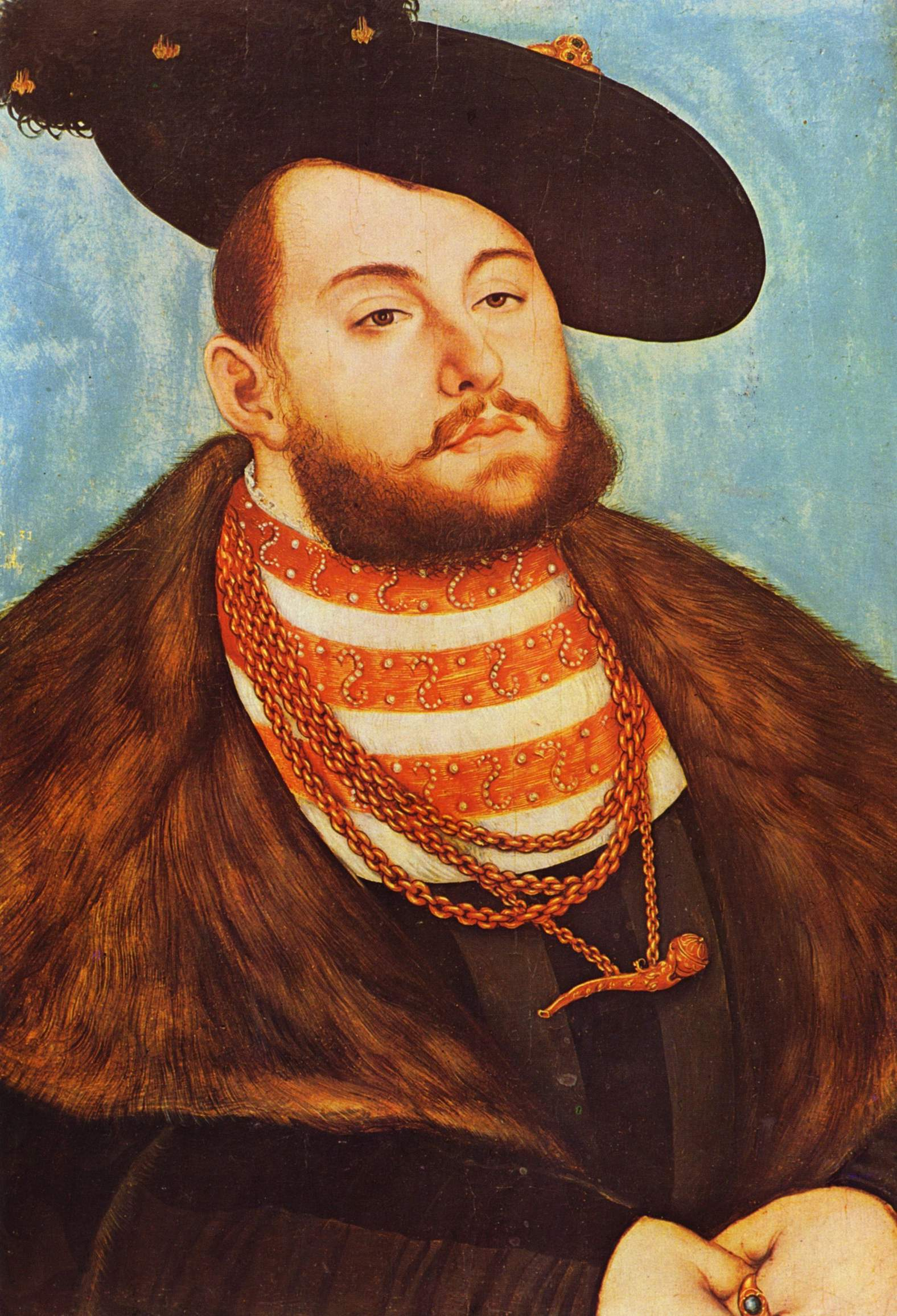
Иоганн Фридрих Великодушный. Портрет работы Лукаса Кранаха Старшего. 1531 год.
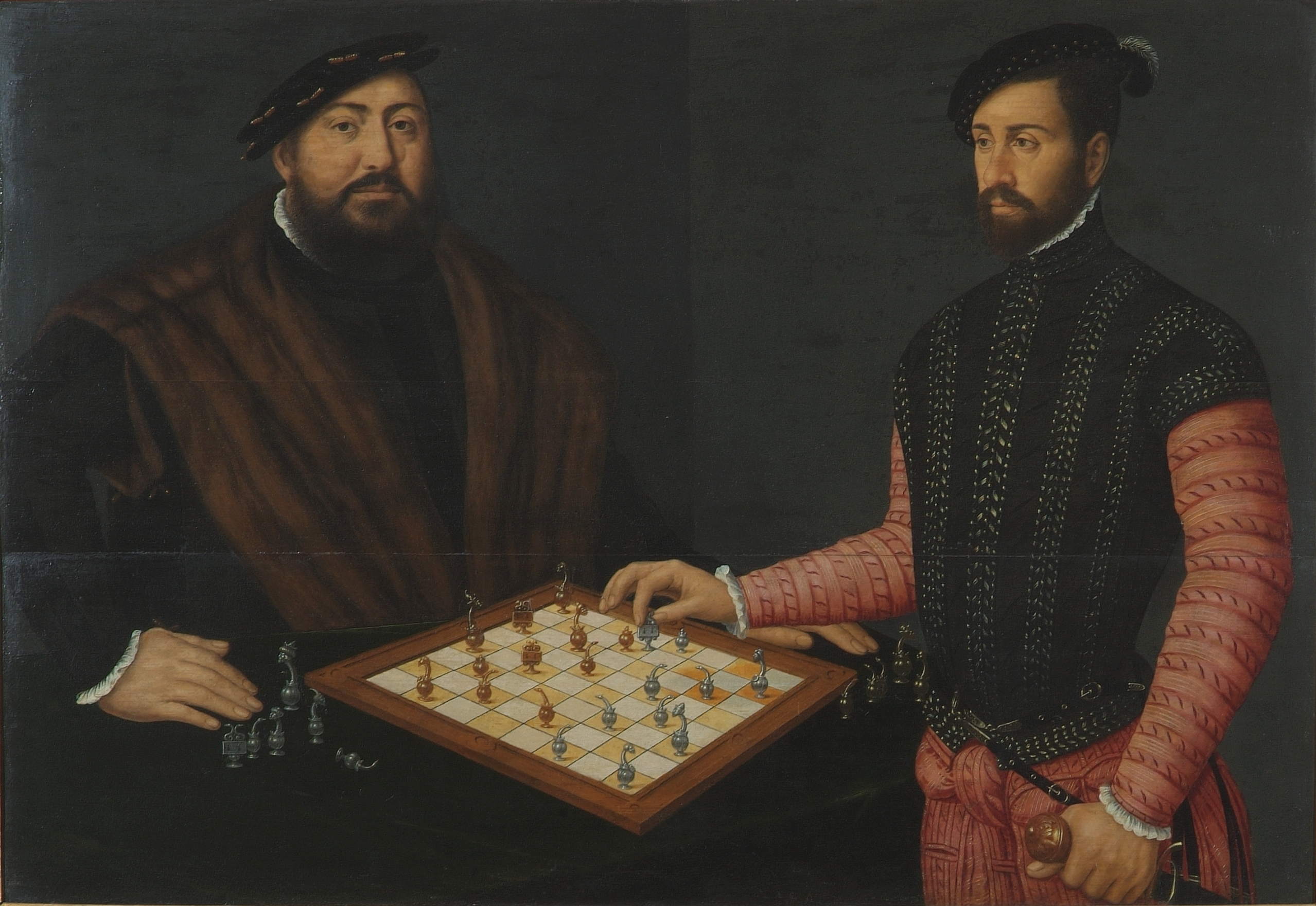
Курфюрст Иоганн Фридрих Великодушный играет в шахматы с испанским дворянином. 1548 год.
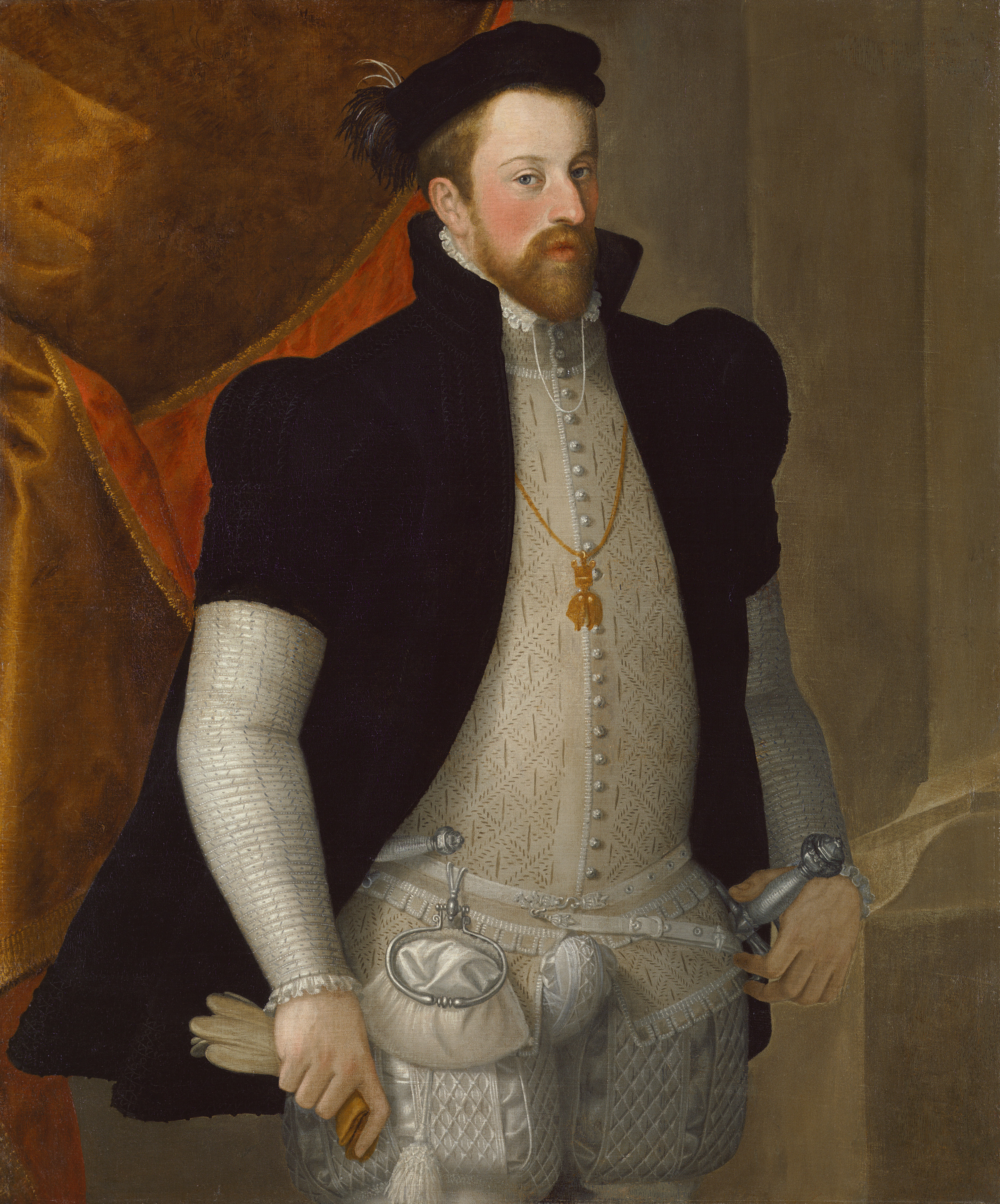
Фердинанд II, эрцгерцог Австрийский. Портрет работы Франческо Терци[итал.]. 1557 год.
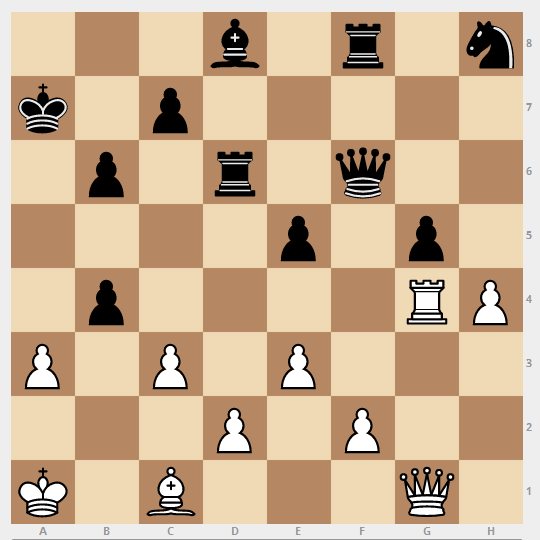
Курфюрст Иоганн Фридрих Великодушный из Саксонии играет в шахматы с испанским дворянином. Реконструкция позиции на доске.

## Различные атрибуции картины[1]
- Schneider, H. J. Katalog der Herzoglichen Gemäldegalerie im Herzoglichen Museum zu Gotha, 1868, — картина приписана неизвестному мастеру;
- Aldenhoven, C. Katalog der Herzoglichen Gemäldegalerie im Herzoglichen Museum zu Gotha, 1890, — картина отнесена к художнику Петеру Фишеру Младшему (нем. Peter Vischer the Younger), ученику Лукаса Кранаха Старшего; Junius, Johann Friedrich der Großmütige, 1930 Folge XXII, 2. Juniheft, S. 328, Nr. 369, — приписана этому же художнику. В настоящее время данная гипотеза отвергнута. Смерть Peter Vischer der Ältere сейчас датируется 1529 годом, а Peter Vischer the Younger — даже 1528 годом, оба они умерли за девятнадцать-двадцать лет до создания картины.
- Schuchardt, Christian, Lucas Cranach des Ältern Leben und Werke. Teil I—II & Teil III, Leipzig, 1851 & 1871, — искусствовед осторожно отнёс картину к Лукасу Кранаху Старшему, но современными искусствоведами эта гипотеза отвергнута из-за несоответствия стилей.
- Schenk zu Schweinsberg, ?. Kurze Übersicht über die neugeordneten Kunst- und geschichtlichen Sammlungen des Herzoglichen Museums Gotha. Gotha, 1935, — автором назван неизвестный мастер из Брюсселя cередины XVI века;
- Purgold, Karl, Das Herzogliche Museum Gotha. Gotha, 1937 — картина атрибутирована художнику из Брюсселя (окружение Антониса Мора или сам мастер).

Для портретов Мора характерен темный фон. Акцент делается на силе и энергии в модели, выделяется объём тела. Другая особенность — интерес к предметной среде, тщательность воспроизведения мельчайших аксессуаров, что придает картине документальность и реализм.
- Ряд исторических документов говорят в пользу авторства придворного художника императора Карла V, работавшего в Брюсселе, Яна Корнелизона Вермеена[7], в частности загадочная позиция, расставленная на доске, в которой фигуры превращены в неузнаваемых монстров. Художник любил загадки и часто превращал изображение на своей картине в шараду[8].

Художники Антонис Мор и Ян Вермеен, которые могут быть авторами этой картины, были придворными живописцами императора Карла V, но картина написана с симпатией к его противнику.

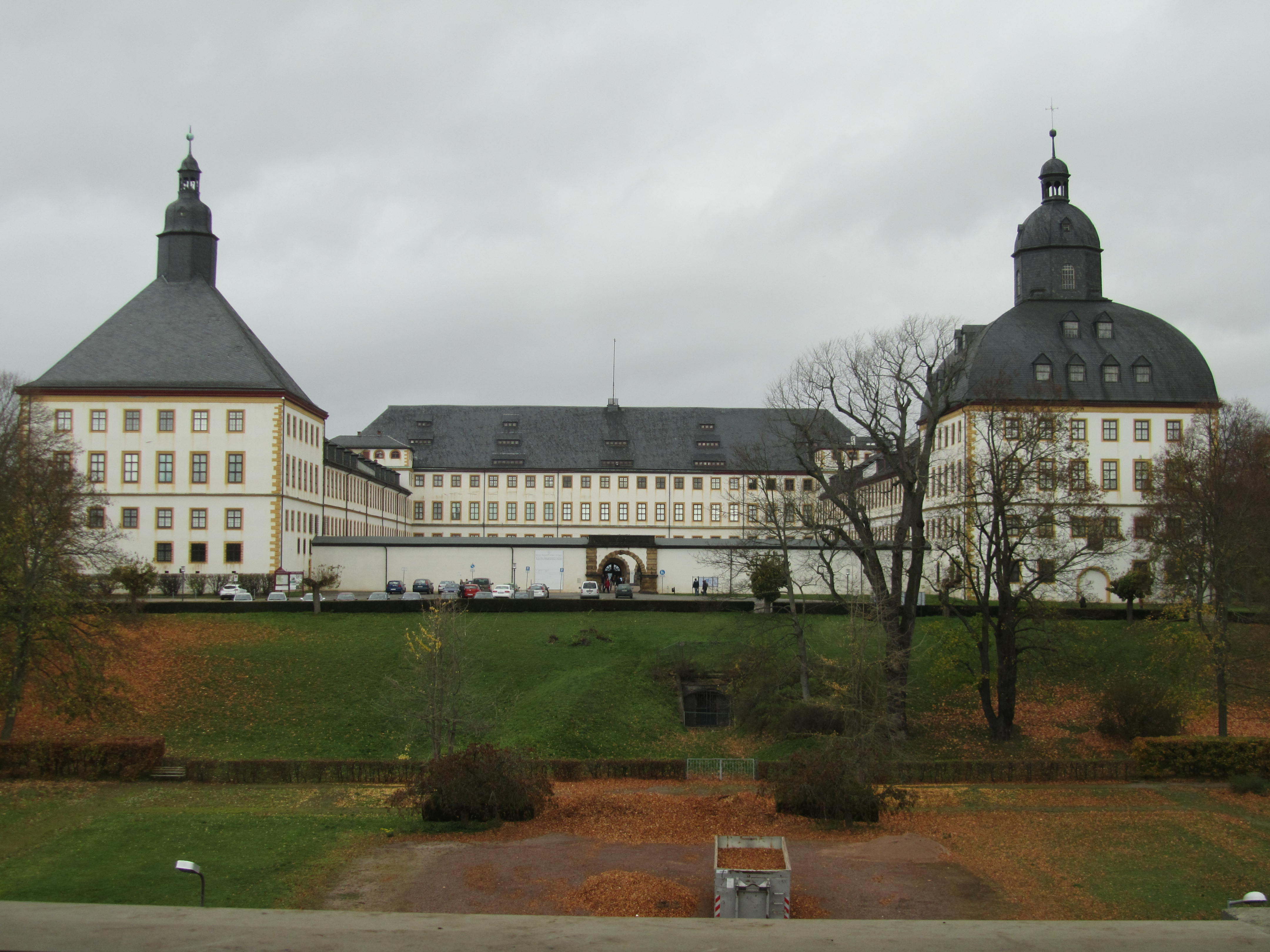
Замок Фриденштайн, где хранится картина
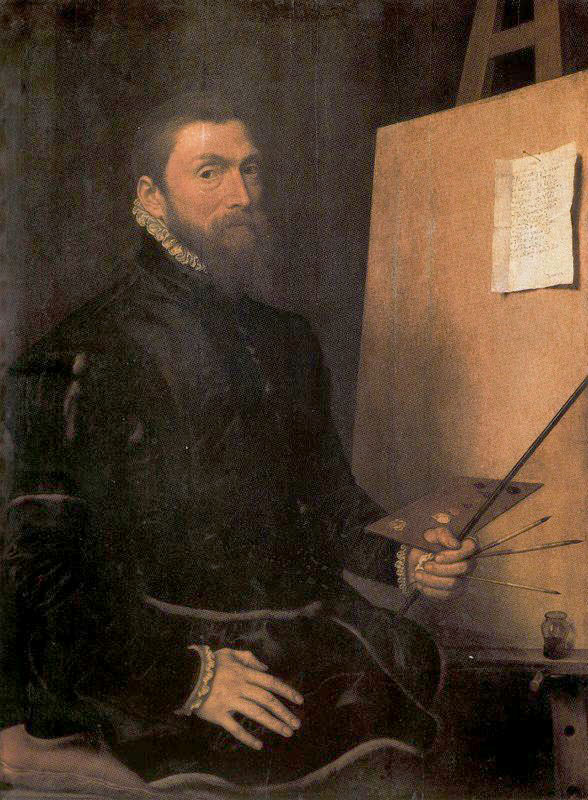
Антонис Мор. Автопортрет. 1558
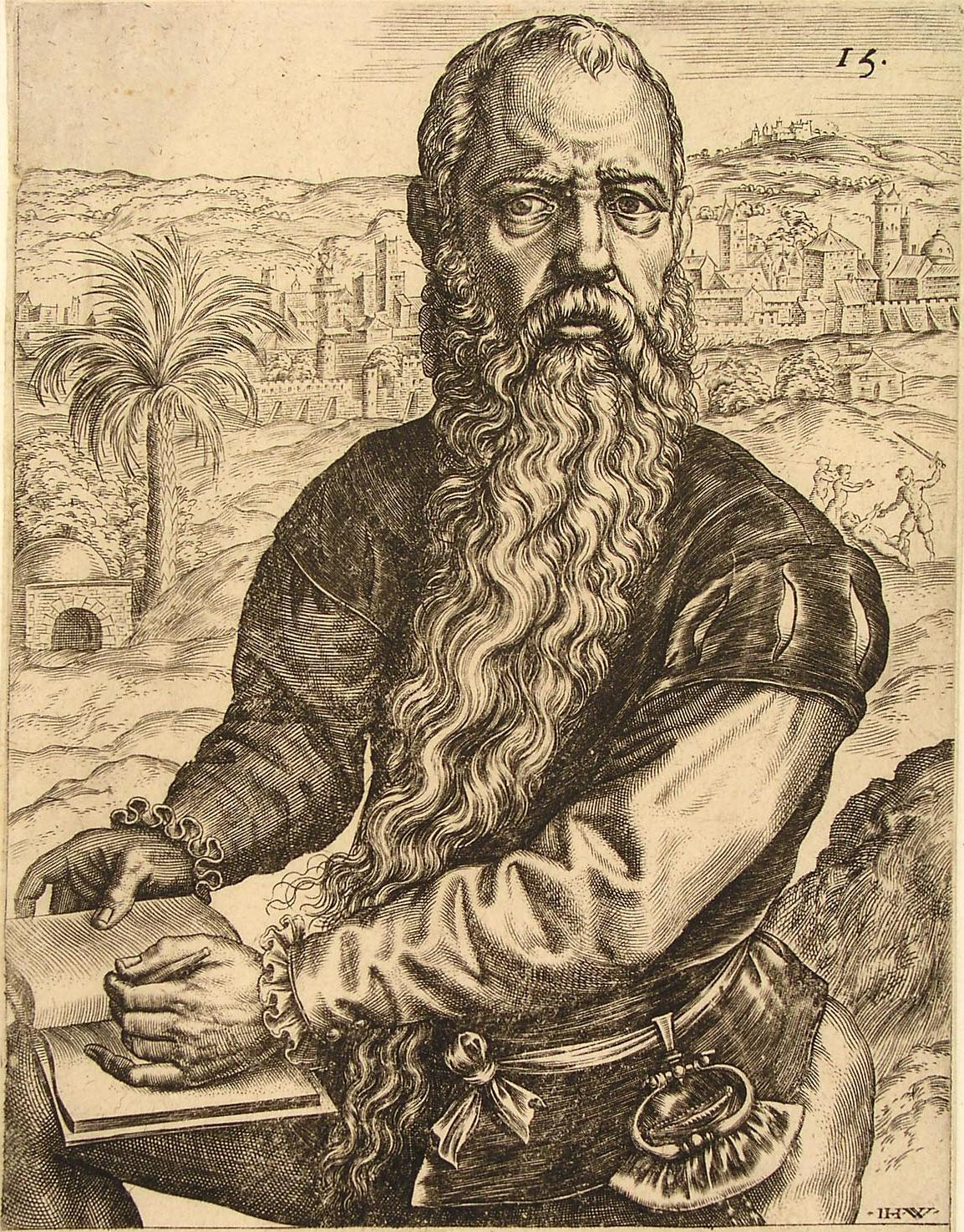
Ян Корнелизон Вермеен, гравированный портрет

## Интересные факты
- На двух более поздних картинах, выполненных в XVII веке и посвященных битве при Мюльберге, цитируется полотно 1548 года, но там шахматная партия — один из элементов композиции, при этом незначительный (невозможно разглядеть саму позицию), тогда как на ранних двух картинах шахматная партия играет ключевую роль. Сцена игры в шахматы находится на заднем плане картин (в шатре, где находятся персонажи картины 1548 года), оба раза изображён гонец, несущий курфюрсту послание с известием о смертном приговоре. Эти две картины:

1) «Битва при Мюльберге и пленение курфюрста Саксонского Иоганна Фридриха» (Аноним, 1630 год, Берлин, Немецкий Исторический Музей),
2) «Иоганн Фридрих Великодушный» Кристиана Рихтера (1587—1667), который являлся придворным художником в Веймаре, картина создана в 1650 году и также хранится в Готе, в замке Фриденштайн.
- Художник Иоганн Самуэль Блетнер (1731 – 1800) на своей картине «Johann Friedrich I. Kurfürst v. Sachsen "der Großmütige" (1503-1554)» изобразил курфюрста спокойно облокотившимся на стол с недоигранной шахматной партией, выслушивающего приговор императора[11]. Ещё одна картина была создана на этот сюжет в 1858 году. Полотно художника Карла Свободы носит название «Оглашение смертного приговора курфюрсту Иоганну Фридриху Саксонскому (1503—1554) в 1547 году» или «Ян Фридрих в темнице». Противником главного героя в шахматах снова выступает его пленённый соратник, сцена изображена в момент, когда посланец императора зачитывает приговор.
- Отголоском картины является полотно «Конрадин Швабский и Фридрих Баденский в ожидании приговора»[12][13], выполненное художником Иоганном Генрихом Вильгельмом Тишбейном (1751—1829) в 1784 году, оно также хранится в музее Готы, но выполнено в театрально-мелодраматическом ключе.

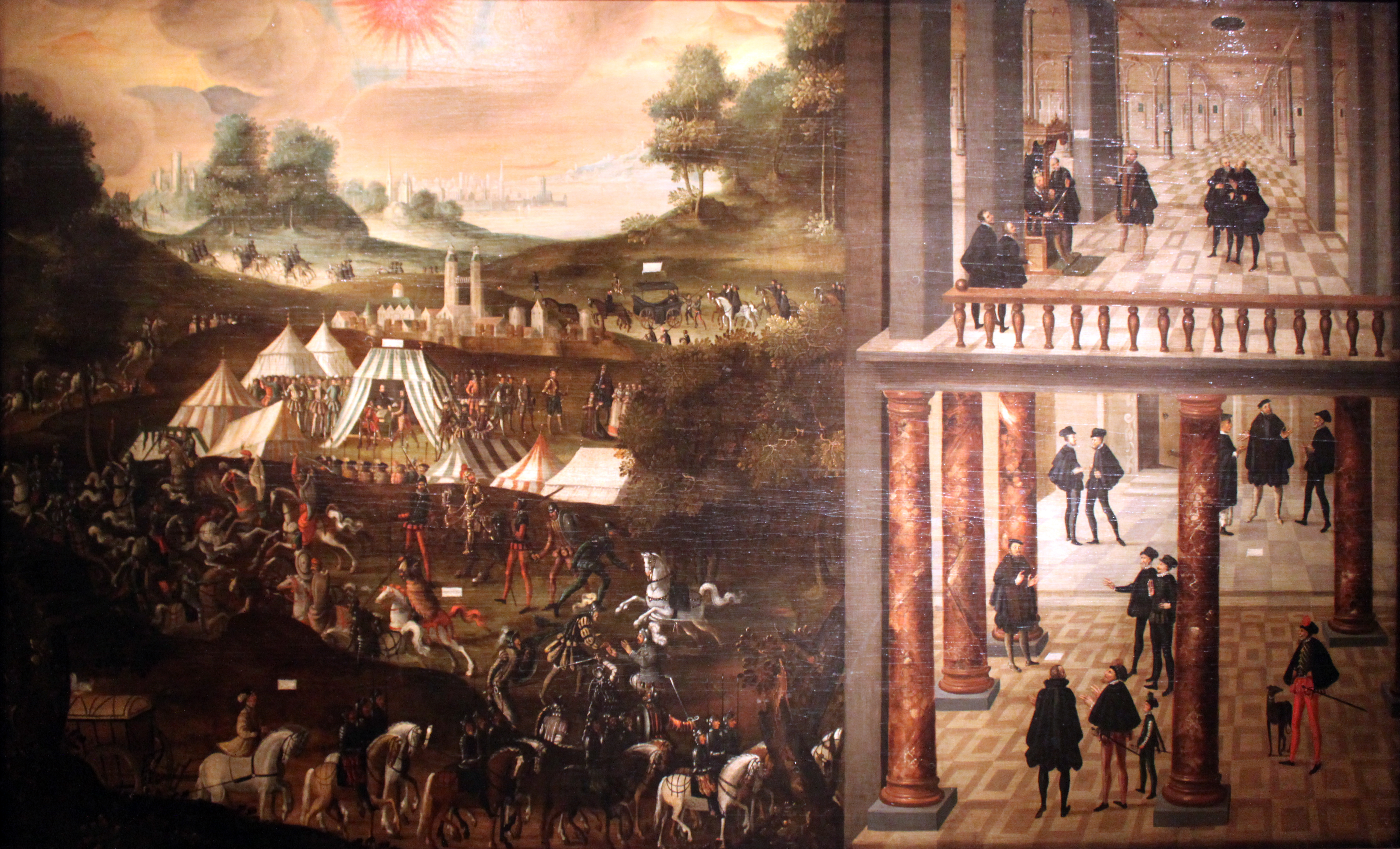
Неизвестный художник. Битва при Мюльберге и пленение курфюрста Саксонского Иоганна Фридриха. 1630
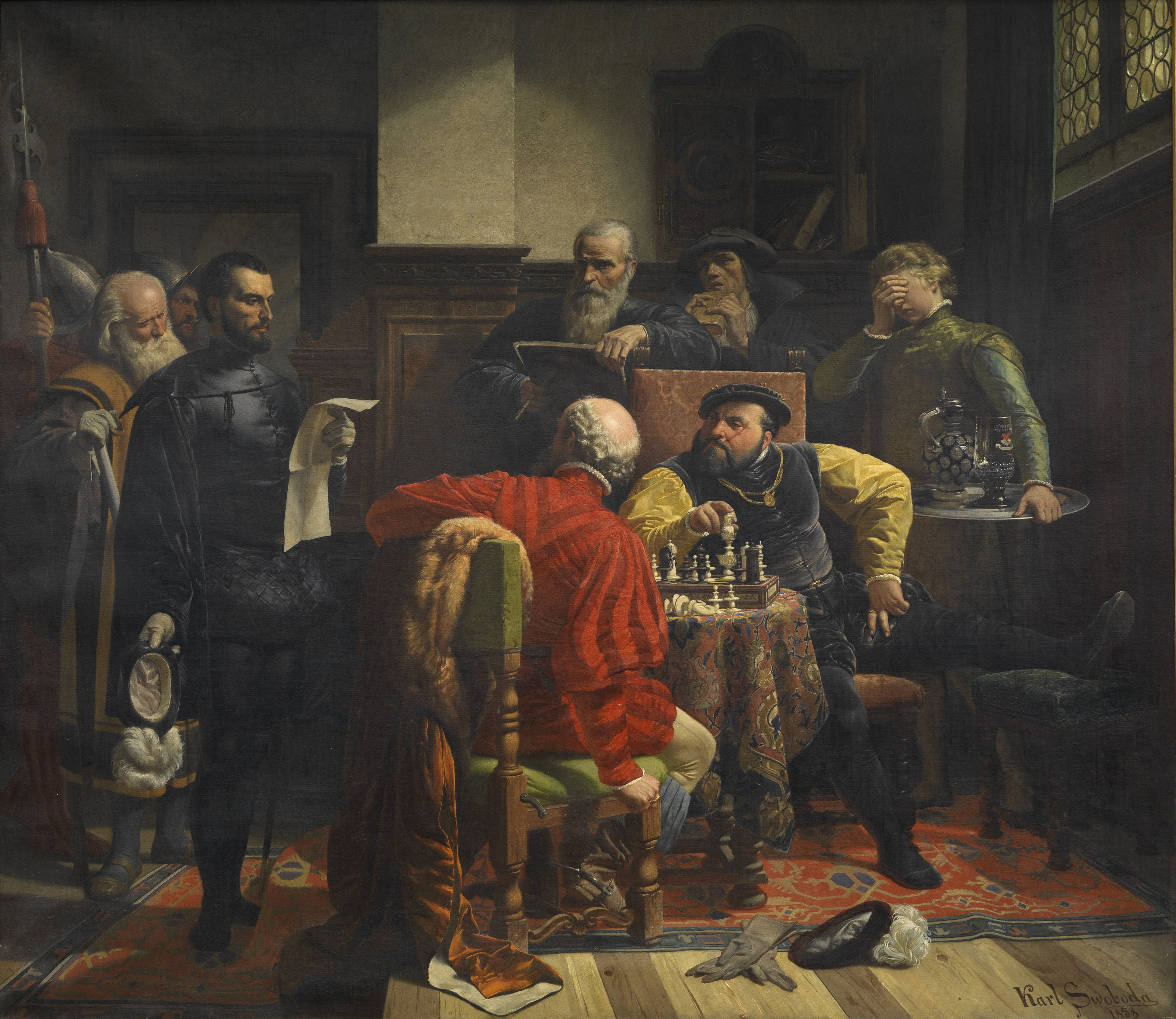
Карл Свобода. Оглашение смертного приговора курфюрсту Иоганну Фридриху Саксонскому (1503—1554) в 1547 году. 1858
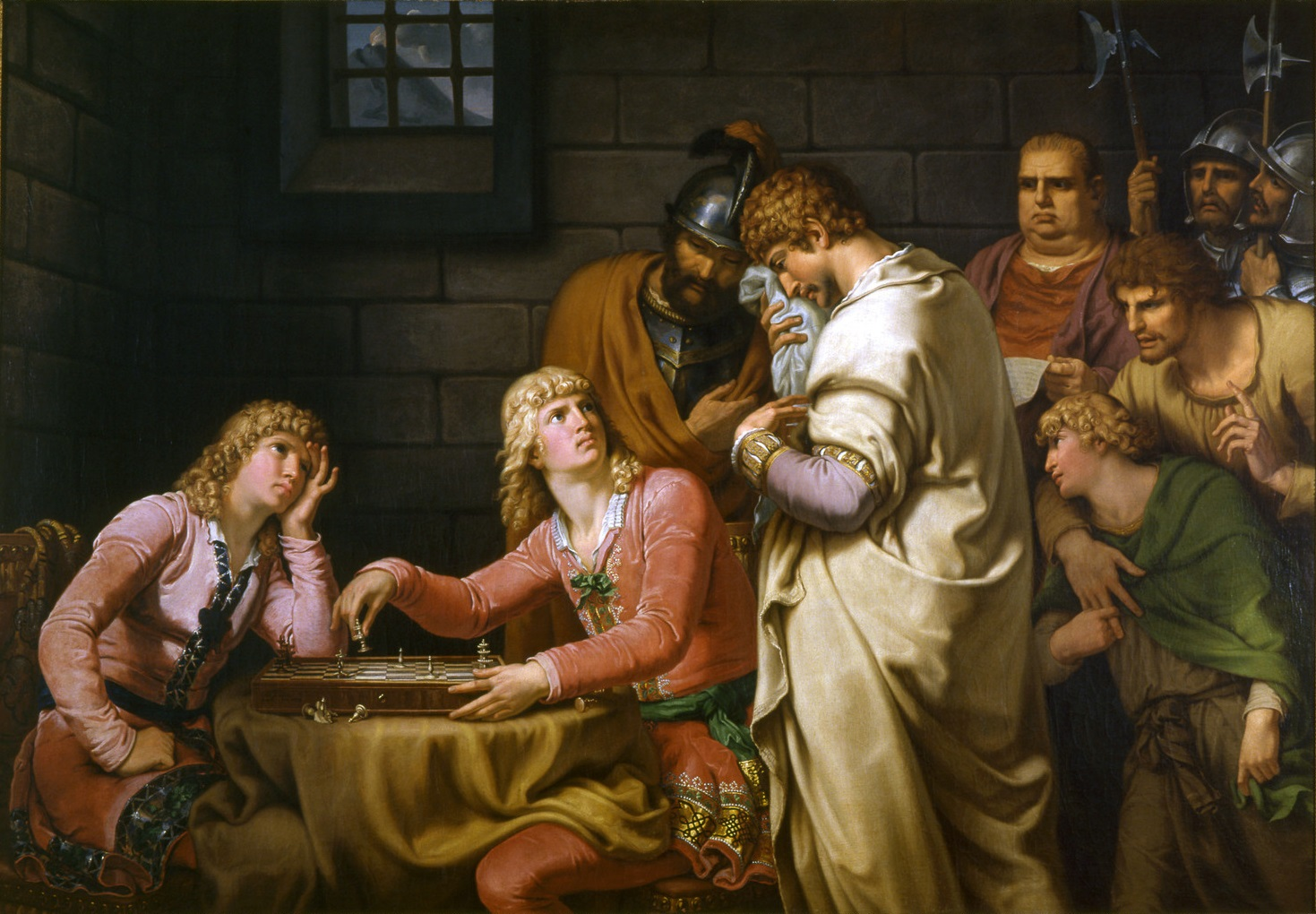
Иоганн Генрих Вильгельм Тишбейн. Конрадин Швабский и Фридрих Баденский в ожидании приговора. 1784